# Thamnaconus modestus
Thamnaconus modestus es una especie de peces de la familia Monacanthidae en el orden de los Tetraodontiformes.

## Morfología
Los machos pueden llegar alcanzar los 36 cm de longitud total.

## Alimentación
Come plancton.

## Hábitat
Es un pez de mar de clima templado y asociado a los  arrecifes de coral.

## Distribución geográfica
Se encuentra desde Hokkaido hasta las islas Ryukyu. También está presente en el Mar de la China Oriental y el Mar de la China Meridional.

## Observaciones
Es inofensivo para los humanos.